# Beatyfikowani i kanonizowani Kościoła katolickiego w XVI wieku
Beatyfikowani i kanonizowani Kościoła katolickiego w XVI wieku – święci i błogosławieni wyniesieni na ołtarze w czasie pontyfikatu papieży w XVI w.

## Beatyfikowani przezJuliusza II[1]

### 1512
- Bł. Notker Balbulus[2] (zatwierdzenie kultu)

## Beatyfikowani i kanonizowani przezLeona X[3][4][5]

### 1515
- Bł. Małgorzata z Kortony

### 1516
22 lutego
- Św. Daniel Fasanella i Towarzysze:
  - Św. Anioł z Castrovillari
  - Św. Samuel z Castrovillari
  - Św. Domuolo z Castrovillari
  - Św. Leon z Corigliano Calabro
  - Św. Hugolin z Cerisano
  - Św. Mikołaj z Corigliano

### 1519
1 maja
- Św. Franciszek z Paoli

### 1521
- Bł. Izabela Francuska (zatwierdzenie kultu)

## Kanonizowani przezHadriana VI[3][6]

### 1523
- Św. Benon z Miśni

31 maja
- Św. Antonin Pierozzi

## Beatyfikowani przezKlemensa VII[3][7]

### 1526
- Bł. Jakub Salomoni

### 1527
- Bł. Ludwik Aleman (zatwierdzenie kultu)
- Bł. Piotr z Luksemburga

## Beatyfikowani przezPiusa IV[8]

### 1560
- Bł. Gonsalwy z Amaranto

## Beatyfikowani i kanonizowani przezGrzegorza XIII[9][10]

### 1580
- Bł. Jan Colombini

### 1582
- Bł. Gerard Tintorio (zatwierdzenie kultu)
- Św. Norbert z Xanten
- Św. Romuald

### 1584
- Św. Alipiusz z Tagasty
- Bł. Grzegorz VII

## Beatyfikowani i kanonizowani przezSykstusa V[3][11]

### 1588
2 lipca
- Św. Dydak z Alkali